# ルキウス・マンリウス・ウルソ・ロングス
ルキウス・マンリウス・ウルソ・ロングス（ラテン語: Lucius Manlius Vulso Longus, 生没年不詳、紀元前3世紀）は、共和政ローマの政治家、将軍。第一次ポエニ戦争に従軍した。

## 経歴
紀元前256年執政官に選出されたが、同僚執政官のクィントゥス・カエディキウスが任期中に死去し、補充執政官としてマルクス・アティリウス・レグルスが選出された。彼らはカルタゴ海軍との小競り合いに勝利すると、ローマ海軍の増強に努め、330隻を率いてシチリア島のメッサナ（現メッシーナ）へ入港。その後エクノムス岬の戦いでカルタゴ海軍350隻と戦い勝利した。
更に彼らはアフリカに上陸し、街を一つ攻略（アスピスの戦い）、レグルスはそのまま駐屯し、ウルソは捕虜と戦利品を持ってローマに戻り海軍凱旋式の敢行が許された。
紀元前250年に再び執政官に就任すると、200隻の艦隊を率いてリリュバエウムを包囲した（リルバイウムの戦い）。カルタゴ側の傭兵部隊の裏切りがあったものの、守将ヒミルコは良く守り、年を越した。